# Kees van der Zalm

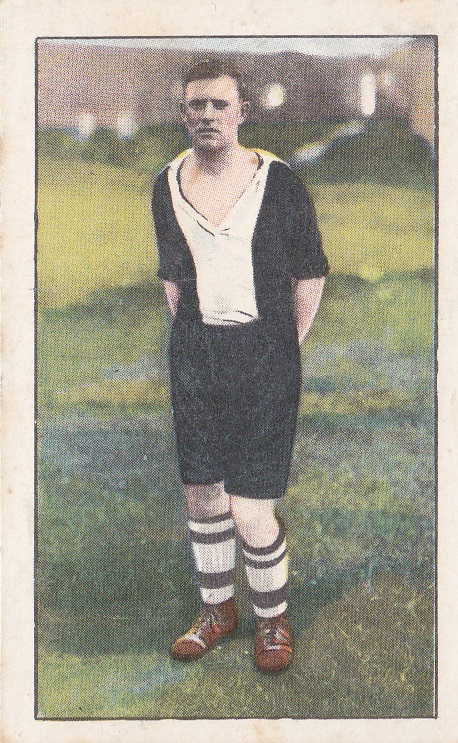
Kees van der Zalm (1931)

Cornelis „Kees“ van der Zalm (* 30. September 1901 in Loosduinen; † 25. Dezember 1957) war ein niederländischer Fußballspieler.
Van der Zalm spielte für VUC Den Haag, als er 1927 und 1929 dreimal in der niederländischen Nationalmannschaft eingesetzt wurde. Sein Debüt gab der Stürmer am 12. Juni 1927. Im Kopenhagener Idrætsparken wechselte Bondscoach Bob Glendenning ihn gegen Dänemark schon in der 12. Minute für Harry Dénis ein. Das Spiel endete 1:1. Im folgenden Jahr gehörte van der Zalm weiter zum Kader der Elftal und saß in den meisten Länderspielen auf der Ersatzspieler-Bank. Erst zwei Jahre nach seinem ersten Einsatz kam er am 9. Juni 1929 zu seinem zweiten Spiel. Gegen Schweden durfte er beim 2:6 in Stockholm die vollen 90 Minuten durchspielen. Drei Tage später gab es ein weiteres Freundschaftsspiel in Kristiania gegen Norwegen, in dem van der Zalm aus dem Mittelfeld in die Abwehr wechselte. Das Spiel endete 4:4 und beendete die internationale Karriere von Kees van der Zalm.